# Plumularia goodei
Plumularia goodei är en nässeldjursart som beskrevs av Nutting 1900. Plumularia goodei ingår i släktet Plumularia och familjen Plumulariidae. Inga underarter finns listade i Catalogue of Life.